# 방명록

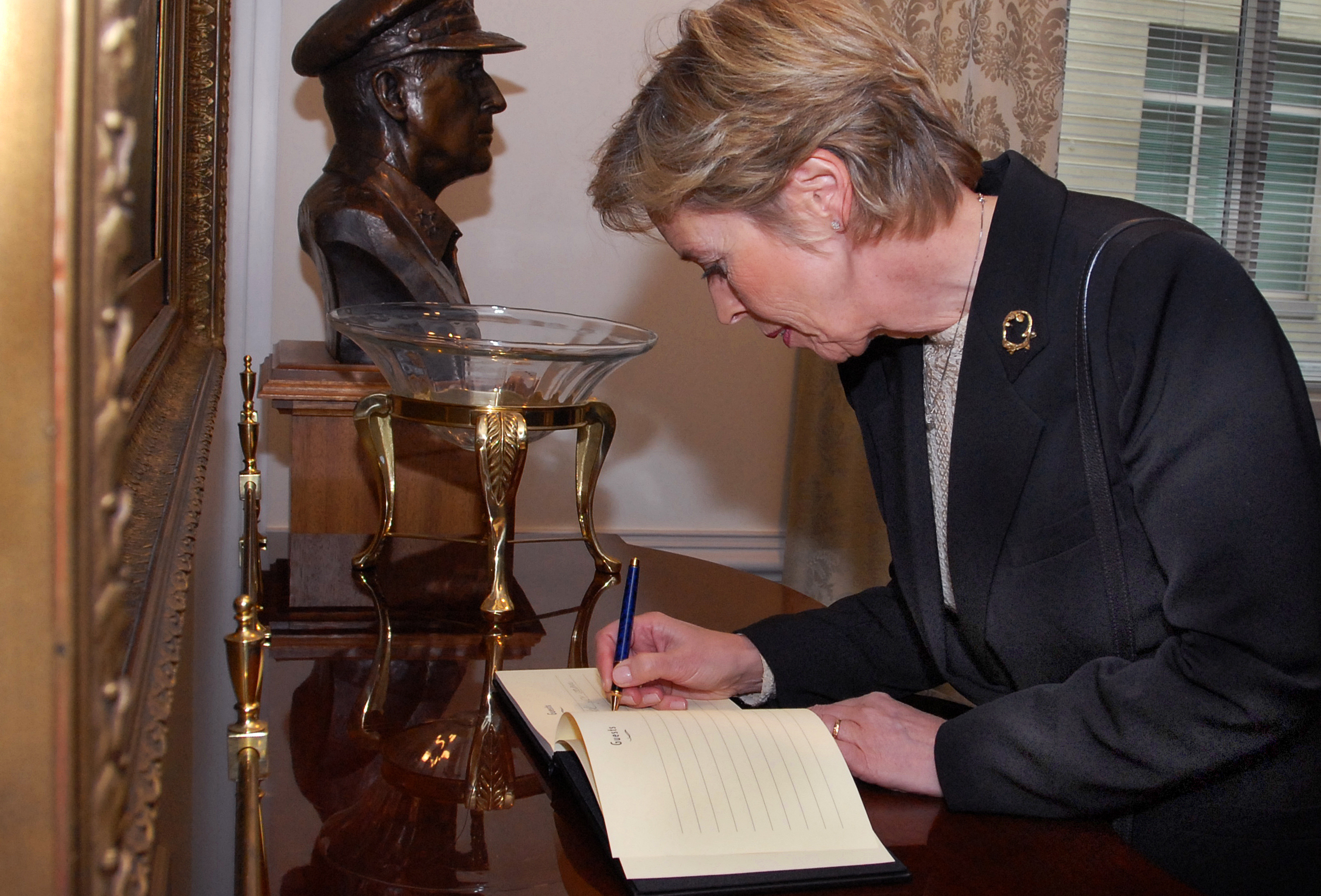
2007년 펜타곤에서 노르웨이 국방부 장관 스트롬-에릭센이 방명록에 서명하고 있다.

방명록 또는 게스트북(guestbook)은 방문객이 어느 지역에 방문한 것을 인지시키고 자신의 이름, 주소, 의견 등을 남기기 위한 종이 또는 전자 수단이다. 종이 기반의 방명록은 교회당, 결혼식, 장례, 베드 앤드 브렉퍼스트, 박물관, 학교, 기관, 기타 비공개 시설에 위치해 있다. 일부 개인 가정에서 방명록을 비치한다. 특수한 형태의 방명록에는 숙박부(hotel register)가 포함되며 여기서 손님들은 자신의 연락처 정보를 제공한다.
웹상에서 방명록은 웹사이트의 방문객들이 공개 댓글을 남길 수 있게 하는 기록 시스템이다. 일부 방명록의 경우 방문객들은 웹사이트나 웹사이트 주제에 관하여 자신의 생각을 표현하는 것이 가능하다.